# Джелошка
Джелошка — покинутый аул в Чеберлоевском районе Чеченской Республики.

## География
Аул расположен к юго-востоку от районного центра Шаро-Аргун.
Ближайшие населённые пункты: на северо-западе — бывшие аулы Пэтэаул, Тушикаул и Мамонаул, на юго-востоке — бывшие аулы Мамонаул и Тушикаул, на юго-западе — бывший аул Алиханаул, на юго-востоке — бывший аул Чарахаул.